# Jezioro Skąpe (powiat bytowski)
Jezioro Skąpe – jezioro w woj. pomorskim, w pow. bytowskim, w gminie Miastko, leżące na terenie Pojezierza Bytowskiego.

## Położenie i opis
Jezioro położone jest w zachodniej części powiatu bytowskiego, na terenie Pojezierza Bytowskiego. Akwen otoczony jest niemalże w całości lasami. Bezpośrednio nad jeziorem nie znajdują się żadne miejscowości, natomiast kilkaset metrów na zachód znajduje niewielka wieś Lubkowo. Zbiornik przyjmuje niewielki dopływ z północy. Jest to akwen niewielki, ale stosunkowo głęboki, charakteryzujący się urozmaiconym dnem z dwoma wyraźnymi głęboczkami w północnej części. Roślinność wynurzona zajmuje niewielki obszar zwierciadła wody (2%), roślinność zanurzona również jest uboga i w 1992 roku zajmowała nieco ponad 10% tafli wody.

## Dane morfometryczne
Powierzchnia zwierciadła wody według różnych źródeł wynosi od 57,5 ha do 64,1 ha.
Zwierciadło wody położone jest na wysokości 174,0 m n.p.m. lub 172,9 m n.p.m. Średnia głębokość jeziora wynosi 8,4 m, natomiast głębokość maksymalna 26,4 m.
W oparciu o badania przeprowadzone w 1992 roku wody jeziora zaliczono do II klasy czystości.